# Auguste Champetier de Ribes
Auguste Champetier de Ribes (Antony, 30 luglio 1882 – Parigi, 6 marzo 1947) è stato un giurista e politico francese, procuratore d'accusa al processo di Norimberga e presidente del Consiglio della Repubblica.

## Biografia
Figlio di un notaio parigino, compì gli studi primari e secondari presso il Collège Stanislas, laureandosi in giurisprudenza all'Università di Parigi. Allo scoppio della prima guerra mondiale venne arruolato come aiutante nel X battaglione cacciatori e promosso sottotenente. Ferito una prima volta durante i combattimenti nei pressi di Reillon nel 1915, rientrò in servizio e venne nuovamente ferito nel corso della battaglia del Fort Douaumont nel 1916, subendo l'amputazione di due dita. Per il valore dimostrato in combattimento fu decorato con la Croix de guerre e nominato cavaliere della Legion d'onore .
Vicino al pensiero cristiano-sociale ed allievo di Albert de Mun, nel 1924 fondò il Partito Democratico Popolare (in francese Parti Démocrate-Populaire) col quale venne eletto all'Assemblea nazionale, dove restò fino al 1936 . Fu sottosegretario di Stato alle finanze (1929-1930) ed agli affari esteri (1939-1940), ministro delle pensioni (nel 1930 e di nuovo tra il 1931 ed il 1932) e ministro degli affari dei veterani e dei pensionati (1938-1939). Dal 1934 al 1944 fu componente del Senato della III Repubblica .
Il 10 luglio 1940 fu tra gli 80 parlamentari che votarono contro il conferimento dei pieni poteri a Philippe Pétain. Ritiratosi nella regione dei Pirenei Atlantici si unì alla resistenza nel gruppo Combat e venne arrestato dal regime di Vichy il 2 dicembre 1942, restando imprigionato per diciotto mesi. Con la liberazione della Francia entrò a far parte dell'assemblea consultiva del governo provvisorio.
Il 17 gennaio 1946 venne nominato come procuratore capo in rappresentanza della Francia al processo di Norimberga in sostituzione di François de Menthon.
Rientrato nell'ottobre dello stesso anno in patria, fu eletto componente del Consiglio della Repubblica, del quale divenne presidente il 27 dicembre 1946. Morì in carica e gli vennero tributati solenni funerali nella cattedrale di Notre-Dame il 10 marzo 1947.